# Campeonato Mundial de Ciclismo en Ruta de 1983
Los Campeonatos del mundo de ciclismo en ruta de 1983 se celebraron en la ciudad suiza de Altenrhein del 31 de agosto al 4 de septiembre de 1983.

## Resultados
| Evento                     | Oro                                                                             | Oro        | Plata                                                                 | Plata    | Bronce                                                                    | Bronce   |
| -------------------------- | ------------------------------------------------------------------------------- | ---------- | --------------------------------------------------------------------- | -------- | ------------------------------------------------------------------------- | -------- |
| Pruebas masculinas         |                                                                                 |            |                                                                       |          |                                                                           |          |
| Hombres - carrera en línea | Greg LeMond Estados Unidos                                                      | 7.01'21"   | Adri van der Poel · Países Bajos                                      | + 1' 11" | Stephen Roche Irlanda                                                     | + 1' 11" |
| Contrerreloj por equipos   | Unión Soviética Youri Kashirin Sergej Novolokin Oleg Chuzhda Alexandre Zinoviev | 1h 59' 12" | Suiza · Daniel Heggli · Heinz Imboden · Othmar Haefliger · Benno Wiss | + 1' 14" | Noruega · Terje Gjengaar · Dag Hopen · Hans-Peter Odegaard · Tom Pedersen | + 2' 17" |
| Amateur - carrera en línea | Uwe Raab República Democrática Alemana                                          | 4h 31' 53" | Niki Rüttimann · Suiza                                                | m.t.     | Andrzej Serediuk · Polonia                                                | + 4"     |
| Pruebas femeninas          |                                                                                 |            |                                                                       |          |                                                                           |          |
| Mujeres - carrera en línea | Marianne Berglund · Suecia                                                      | 1h 38' 17" | Rebecca Twigg Estados Unidos                                          | m.t.     | Maria Canins · Italia                                                     | m.t.     |